# 신병하
신병하(申柄夏, 본명은 신정성, 1947년 5월 15일 ~ 2005년 7월 11일)은 대한민국의 작곡가다.

## 같이 보기
- 정성조